# Christian Gottfried Daniel Nees von Esenbeck
Christian Gottfried Daniel Nees von Esenbeck (Erbach, Odenwaldkreis, 14 de fevereiro de 1776 — Breslau, 16 de março de 1858) foi um biólogo botânico e médico alemão.

## Biografia
Nees von Esenbeck interessou-se precocemente pelas ciências, e após ter recebido suas primeiras instruções escolares em Darmstadt,  foi para Jena onde obteve o seu doutorado em biologia (história natural) e medicina em 1800. Exerceu a função de médico por algum tempo, porém o interesse despertado pela biologia vegetal na Universidade fez com que retornasse à Academia. Em 1816, associou-se à Academia Leopoldina, uma das mais prestigiosas sociedades científicas da Europa. Em 1818, assumiu o cargo de presidente da Academia, função que conservou até à sua morte. Um dos seus atos oficiais foi admitir Charles Darwin como membro. Foi contemporâneo de Goethe e conviveu com Linné. Em 1817, assumiu como professor de botânica na Universidade de Erlangen-Nuremberga; três anos depois como professor de história natural em Bonn, a cadeira de botânica de Breslau em 1831, e em Berlim em 1848. Dirigiu o jardim botânico de Erlangen e, em seguida, fundou e dirigiu o jardim botânico de Bonn (1818 a 1830).  
É o autor de "Handbuch der Botanik" (dois volumes, 1820-1822), "Bryologia Germanica" (dois volumes, 1823-1831), "Naturgeschichte der europaïschen Lebermoose" (quatro volumes, 1833-1838) e "Hymenopterorum Ichneumonibus affnium, Monographiae, genera Europaea et species illustrantes" (dois volumes, 1834).
Estudou especialmente as algas de água doce e os cogumelos, e possuía uma importante coleção de insetos. Como estudioso prolífico descreveu aproximadamente 7 000 plantas.
Em 1848, envolveu-se na vida política do seu país, participando ativamente na Revolução de 1848. Devido à sua oposição ao governo, foi-lhe retirado o seu posto de professor e a sua pensão na Universidade de Breslau. Nees von Esenbeck morreu pobre.
Foi irmão de Theodor Friedrich Ludwig Nees von Esenbeck (1787-1837), botânico e farmacologista alemão.

## Obras
- Die Algen des süßen Wassers, nach ihren Entwickelungsstufen dargestellt (1814)
- Das System der Pilze und Schwämme (1816)
- Vorlesungen zur Entwickelungsgeschichte des magnetischen Schlafs und Traums (1820)
- Handbuch der Botanik. Band 1 (1820) online - University and State Library Düsseldorf
- Handbuch der Botanik. Band 2 (1821) online - University and State Library Düsseldorf
- Bryologia germanica (com Christian Friedrich Hornschuch und Jacob Sturm, 1823–31, 2 Bände mit 43 Tafeln)
- Plantarum, in Horto medico Bonnensi nutritarum, Icones selectae (1824) online - University and State Library Düsseldorf
- Agrostologia brasiliensis (1829)
- Genera Plantarum Florae Germanicae (1831–1860)
- Genera et species Asterearum (1833)
- Naturgeschichte der europäischen Lebermoose mit Erinnerungen aus dem Riesengebirge (1833-38)
- Hymenopterorum Ichneumonibus affinium monographiae (1834)
- System der spekulativen Philosophie
- Systema Laurinarum (1836)
- Florae Africae australioris illustration monographicae Gramineae (1841)
- Die Naturphilosophie (1841)
- De Cinnamomo disputatio (1843)
- Synopsis hepaticarum (com Carl Moritz Gottsche e Johann Lindenberg, 1844–1847)
- Die allgemeine Formenlehre der Natur (1852)

## Homenagens
Em sua honra foram nomeados os seguintes gêneros:
- Esenbeckia H.B.K. da família Rutaceae
- Neesiella Schiff. da família Aytoniaceae.